# Slobodna žena (1978.)
Slobodna žena (eng. An Unmarried Woman) je američka dramedija iz 1978. godine koju je napisao i režirao Paul Mazursky.
Radnja filma vrti se oko bogate njujorčanke Erice Benton (Jill Clayburgh) čiji se "savršeni" život naglo raspada kada je njezin suprug Martin (Michael Murphy) ostavi zbog mlađe djevojke. Film dokumentira usamljeni život Erice nakon razvoda u kojem se bori s vlastitom zbunjenošću, tugom i bijesom. Kako vrijeme odmiče ona se zbližava s nekoliko svojih prijatelja, ponovno dobiva životnu inspiraciju i čak se čini sretnijom nego prije. Radnja filma također se dotiče i općenitog seksualnog oslobođenja tijekom 70-ih godina prošlog stoljeća. Erica u konačnici pronalazi novu ljubav s osjećajnim britanskim umjetnikom (Alan Bates).
Film Slobodna žena nominiran je u tri kategorije za prestižnu nagradu Oscar. U filmu također nastupaju Cliff Gorman i Kelly Bishop. Na DVD izdanju film je izdan 10. siječnja 2006. godine.

## Glumačka postava
- Jill Clayburgh kao Erica
- Alan Bates kao Saul
- Michael Murphy kao Martin
- Cliff Gorman kao Charlie
- Patricia Quinn kao Sue
- Kelly Bishop kao Elaine
- Lisa Lucas kao Patti
- Linda Miller kao Jeannette
- Andrew Duncan kao Bob
- Daniel Seltzer kao Dr. Jacobs
- Matthew Arkin kao Phil
- Penelope Russianoff kao Tanya
- Novella Nelson kao Jean
- Raymond J. Barry kao Edward
- Ivan Karp kao Herb Rowan

Apstraktne ekspresionističke slike koje se pojavljuju u filmu zapravo je naslikao međunarodno priznati umjetnik Paul Jenkins koji je učio glumca Alana Batesa svojoj tehnici tijekom vježbanja za ulogu.

## Kritike
Vincent Canby je napisao: "Gđica Clayburgh fantastična je u najjačoj glumačkoj izvedbi ove godine. U njoj vidimo kako se inteligencija bori s emocijama - kako ljudske potrebe uza zid potiskuju zdravi razum."
Pauline Kael u New Yorkeru je napisala: "Film Slobodna žena učinit će Mazurskyja popularnim na onaj način na koji su to već trebali učiniti njegovi filmovi Blume in Love, Harry and Tonto i Next Stop, Greenwich Village - heroina Erica (Jill Clayburgh) spava u majici i bikiniju. Postoji toliko malo filmova koji se doimaju tako stvarnim... Kada se život Erice raspadne, a njezine reakcije krenu van kontrole, glumica Clayburgh sja u punom sjaju."

## Nagrade i nominacije
Glumica Jill Clayburgh osvojila je nagradu za najbolju glumicu na filmskom festivalu u Cannesu 1978. godine.
Udruženje kritičara New Yorka proglasilo je scenarij filma najboljim godine, a uz to nominiran je u kategorijama za najbolji film, redatelja, glavnu glumicu (Jill Clayburgh) i sporednu glumicu (Lisa Lucas).
Udruženje filmskih kritičara Los Angelesa također je scenarij filma proglasilo najboljim te godine.

### Oscar
Film Slobodna žena nominiran je u tri kategorije za prestižnu nagradu Oscar, ali nije osvojio niti jednu.
- Najbolji film
- Najbolja glumica - Jill Clayburgh
- Najbolji originalni scenarij - Paul Mazursky

### Zlatni globus
Film Slobodna žena nominiran je u pet kategorija za nagradu Zlatni globus, ali nije osvojio niti jednu.
- Najbolji film (drama)
- Najbolji redatelj - Paul Mazursky
- Najbolja glumica - Jill Clayburgh
- Najbolji scenarij - Paul Mazursky
- Najbolja originalna glazba - Bill Conti

## Vanjske poveznice
- Slobodna žena u internetskoj bazi filmova IMDb-a
- An Unmarried Woman Overview
- Vincent Canby Review